# Clima Estoniei
     Dfb - Climat continental umed
     Dfc - Climat uscat de vară
Estonia este o țară baltică, situată în partea de nord a zonei de climă temperată și în zona de tranziție dintre climatul temperat-oceanic și continental. Pe lângă poziția geografică a țării, clima Estoniei este puternic influențată de Oceanul Atlantic, Curentul Atlanticului de Nord, Marea Baltică și de apropierea de Islanda, zonă cunoscută pentru formarea ciclonilor și unde presiunea medie a aerului este mai mică decât în zonele învecinate.

## Caracteristici generale
Activitatea ciclonică activă în partea de nord a Oceanului Atlantic, cunoscută sub numele de Icelandic Low („Minimul Islandez”), afectează în mod semnificativ vremea din Estonia, provoacând vânturi puternice, precipitații și fluctuații bruște de temperatură, mai ales toamna și iarna. Odată cu vânturile de vest, o masă umedă de aer oceanic este transportată departe în interiorul continentului, ceea ce provoacă o încălzire semnificativă a vremii în perioada de iarnă și o răcorire evidentă în timpul verii.
Zonele de coastă și insulele Arhipelagului Estonian au vreme mai blândă decât zonele din interiorul țării, diferență cauzată în primul rând de Marea Baltică. Apropierea mării afectează și sosirea primăverii și a toamnei. Primăvara, zonele continentale se încălzesc mult mai repede decât cele costiere, iar toamna se răcesc mai repede.
Temperaturile medii variază de la 17,8 °C în Arhipelagul Estonian până la 18,4 °C în partea continentală în iulie, cea mai caldă lună a anului și între −1,4 °C în Insulele Baltice până la −5,3 °C în partea continentală în februarie, cea mai rece lună a anului. Temperatura medie anuală este de 6,4 °C. 
În afară de temperatura aerului, există o mare diferență și în ceea ce privește durata zilei. Cea mai lungă zi durează 18 ore și 40 de minute în Tallinn și 18 ore și 10 minute în Võru. Cea mai scurtă zi durează 6 ore și 2 minute în Tallinn și 6 ore și 39 de minute în comitatul Valga. Nopțile polare durează de la începutul lunii mai până la sfârșitul lunii iulie. 
Estonia este situată într-o zonă umedă, în care cantitatea de precipitații este mai mare decât evaporarea totală. Precipitațiile medii anuale în perioada 1991–2020 au variat între 573 și 761 mm, valorile maxime fiind atinse la sfârșitul verii. Cele mai scăzute valori medii ale precipitațiilor au fost consemnate pe insule și pe coastă, iar cele mai ridicate în zonele înalte și în zonele vestice ale comitatului Võru. Cea mai mare cantitate de precipitații lunare, de 351 mm, s-a înregistrat în august 1987, în satul Haanja din comitatul Võru, la polul opus situându-se luna august 2002, când în sudul țării nu au fost înregistrate precipitații. 
Durata și grosimea stratului de zăpadă variază foarte mult de la o regiune la alta. Durata medie a stratului de zăpadă este de 75-135 de zile pe an. Cea mai mică cantitate de zăpadă se înregistrează pe coasta de vest a insulei Saaremaa și pe insulele din apropiere, iar cea mai mare în zonele montane din comitatele Võru și Lääne-Viru. Cel mai gros strat de zăpadă a fost înregistrat la Tallinn, în ultima decadă a lunii februarie 1924 — 104 cm.
În partea continentală a Estoniei, viteza medie anuală a vântului este mai mică de 4 m/s (14 km/h), iar pe coastă depășește 6 m/s (22 km/h). Există o sezonalitate evidentă în viteza vântului, toamna și iarna vântul este mai puternic decât primăvara și vara. Viteza vântului este cea mai mare în decembrie, cea mai scăzută în iulie și august. Cea mai mare valoare a vitezei vântului, de 48 m/s (170 km/h), a fost înregistrată pe insula Ruhnu, la 2 noiembrie 1969.
Cantitatea de radiație solară care ajunge la sol depinde de durata zilei, de înălțimea soarelui, de prezența norilor și de puritatea atmosferei. Variabilitatea teritorială a condițiilor de insolație din Estonia este cauzată în principal de caracteristicile de înnorare. Insolația totală anuală este de 1.829,6 ore. Cea mai însorită lună este de obicei iulie, cea mai înnorată lună este de obicei decembrie. Extremele anuale sunt de 2.440 ore, în 2011, în portul Roomassaare, respectiv 1.124 ore, în 1977, la Kuusiku, comitatul Rapla. Perioada de vegetație durează 180-195 de zile, iar perioada fără îngheț este de 110-190 de zile.

## Date climatice
| Date climatice pentru Estonia   | Date climatice pentru Estonia | Date climatice pentru Estonia | Date climatice pentru Estonia | Date climatice pentru Estonia | Date climatice pentru Estonia | Date climatice pentru Estonia | Date climatice pentru Estonia | Date climatice pentru Estonia | Date climatice pentru Estonia | Date climatice pentru Estonia | Date climatice pentru Estonia | Date climatice pentru Estonia | Date climatice pentru Estonia |
| Luna                            | Ian                           | Feb                           | Mar                           | Apr                           | Mai                           | Iun                           | Iul                           | Aug                           | Sep                           | Oct                           | Nov                           | Dec                           | Anual                         |
| ------------------------------- | ----------------------------- | ----------------------------- | ----------------------------- | ----------------------------- | ----------------------------- | ----------------------------- | ----------------------------- | ----------------------------- | ----------------------------- | ----------------------------- | ----------------------------- | ----------------------------- | ----------------------------- |
| Maxima medie °C (°F)            | −0.9 (30,4)                   | −1.1 (30)                     | 2.7 (36,9)                    | 9.5 (49,1)                    | 15.6 (60,1)                   | 19.4 (66,9)                   | 22.4 (72,3)                   | 21.3 (70,3)                   | 16.2 (61,2)                   | 9.6 (49,3)                    | 4.1 (39,4)                    | 1.0 (33,8)                    | 10,0 (50)                     |
| Media zilnică °C (°F)           | −3.1 (26,4)                   | −3.8 (25,2)                   | −0.6 (30,9)                   | 4.9 (40,8)                    | 10.5 (50,9)                   | 14.8 (58,6)                   | 17.8 (64)                     | 16.7 (62,1)                   | 12.2 (54)                     | 6.7 (44,1)                    | 2.1 (35,8)                    | −1 (30,2)                     | 6,4 (43,5)                    |
| Minima medie °C (°F)            | −5.6 (21,9)                   | −6.5 (20,3)                   | −3.9 (25)                     | 0.9 (33,6)                    | 5.6 (42,1)                    | 10.2 (50,4)                   | 13.2 (55,8)                   | 12.5 (54,5)                   | 8.6 (47,5)                    | 3.9 (39)                      | 0.0 (32)                      | −3.1 (26,4)                   | 3,0 (37,4)                    |
| Minima istorică °C (°F)         | −36.7 (−34.1)                 | −35 (−31.0)                   | −27.8 (−18.0)                 | −15.8 (3,6)                   | −6.7 (19,9)                   | −2.5 (27,5)                   | 0.5 (32,9)                    | 0.2 (32,4)                    | −5.2 (22,6)                   | −17 (1,4)                     | −25.9 (−14.6)                 | −34.6 (−30.3)                 | −36,7 (−34,1)                 |
| Precipitații mm (inches)        | 49 (1.93)                     | 39 (1.54)                     | 35 (1.38)                     | 34 (1.34)                     | 42 (1.65)                     | 70 (2.76)                     | 67 (2.64)                     | 81 (3.19)                     | 58 (2.28)                     | 72 (2.83)                     | 61 (2.4)                      | 53 (2.09)                     | 661 (26,02)                   |
| Umiditate [%]                   | 89                            | 87                            | 81                            | 74                            | 71                            | 75                            | 77                            | 79                            | 83                            | 86                            | 89                            | 89                            | 81,7                          |
| Sursă: Estonian Weather Service |                               |                               |                               |                               |                               |                               |                               |                               |                               |                               |                               |                               |                               |

| Date climatice pentru Tallinn, Estonia (valori normale 1991–2020 și extreme 1805–prezent) | Date climatice pentru Tallinn, Estonia (valori normale 1991–2020 și extreme 1805–prezent) | Date climatice pentru Tallinn, Estonia (valori normale 1991–2020 și extreme 1805–prezent) | Date climatice pentru Tallinn, Estonia (valori normale 1991–2020 și extreme 1805–prezent) | Date climatice pentru Tallinn, Estonia (valori normale 1991–2020 și extreme 1805–prezent) | Date climatice pentru Tallinn, Estonia (valori normale 1991–2020 și extreme 1805–prezent) | Date climatice pentru Tallinn, Estonia (valori normale 1991–2020 și extreme 1805–prezent) | Date climatice pentru Tallinn, Estonia (valori normale 1991–2020 și extreme 1805–prezent) | Date climatice pentru Tallinn, Estonia (valori normale 1991–2020 și extreme 1805–prezent) | Date climatice pentru Tallinn, Estonia (valori normale 1991–2020 și extreme 1805–prezent) | Date climatice pentru Tallinn, Estonia (valori normale 1991–2020 și extreme 1805–prezent) | Date climatice pentru Tallinn, Estonia (valori normale 1991–2020 și extreme 1805–prezent) | Date climatice pentru Tallinn, Estonia (valori normale 1991–2020 și extreme 1805–prezent) | Date climatice pentru Tallinn, Estonia (valori normale 1991–2020 și extreme 1805–prezent) |
| Luna                                                                                      | Ian                                                                                       | Feb                                                                                       | Mar                                                                                       | Apr                                                                                       | Mai                                                                                       | Iun                                                                                       | Iul                                                                                       | Aug                                                                                       | Sep                                                                                       | Oct                                                                                       | Nov                                                                                       | Dec                                                                                       | Anual                                                                                     |
| ----------------------------------------------------------------------------------------- | ----------------------------------------------------------------------------------------- | ----------------------------------------------------------------------------------------- | ----------------------------------------------------------------------------------------- | ----------------------------------------------------------------------------------------- | ----------------------------------------------------------------------------------------- | ----------------------------------------------------------------------------------------- | ----------------------------------------------------------------------------------------- | ----------------------------------------------------------------------------------------- | ----------------------------------------------------------------------------------------- | ----------------------------------------------------------------------------------------- | ----------------------------------------------------------------------------------------- | ----------------------------------------------------------------------------------------- | ----------------------------------------------------------------------------------------- |
| Maxima medie °C (°F)                                                                      | −0.7 (30,7)                                                                               | −1 (30,2)                                                                                 | 2.8 (37)                                                                                  | 9.5 (49,1)                                                                                | 15.4 (59,7)                                                                               | 19.2 (66,6)                                                                               | 22.2 (72)                                                                                 | 21.0 (69,8)                                                                               | 16.1 (61)                                                                                 | 9.5 (49,1)                                                                                | 4.1 (39,4)                                                                                | 1.2 (34,2)                                                                                | 9,9 (49,8)                                                                                |
| Media zilnică °C (°F)                                                                     | −2.9 (26,8)                                                                               | −3.6 (25,5)                                                                               | −0.6 (30,9)                                                                               | 4.8 (40,6)                                                                                | 10.2 (50,4)                                                                               | 14.5 (58,1)                                                                               | 17.6 (63,7)                                                                               | 16.5 (61,7)                                                                               | 12.0 (53,6)                                                                               | 6.5 (43,7)                                                                                | 2.0 (35,6)                                                                                | −0.9 (30,4)                                                                               | 6,4 (43,5)                                                                                |
| Minima medie °C (°F)                                                                      | −5.5 (22,1)                                                                               | −6.2 (20,8)                                                                               | −3.7 (25,3)                                                                               | 0.7 (33,3)                                                                                | 5.2 (41,4)                                                                                | 9.8 (49,6)                                                                                | 13.1 (55,6)                                                                               | 12.3 (54,1)                                                                               | 8.4 (47,1)                                                                                | 3.7 (38,7)                                                                                | −0.2 (31,6)                                                                               | −3.1 (26,4)                                                                               | 2,9 (37,2)                                                                                |
| Minima istorică °C (°F)                                                                   | −31.4 (−24.5)                                                                             | −28.7 (−19.7)                                                                             | −24.5 (−12.1)                                                                             | −12 (10,4)                                                                                | −5 (23)                                                                                   | 0.0 (32)                                                                                  | 4.0 (39,2)                                                                                | 2.4 (36,3)                                                                                | −4.1 (24,6)                                                                               | −10.5 (13,1)                                                                              | −18.8 (−1.8)                                                                              | −24.3 (−11.7)                                                                             | −31,4 (−24,5)                                                                             |
| Precipitații mm (inches)                                                                  | 56 (2.2)                                                                                  | 40 (1.57)                                                                                 | 37 (1.46)                                                                                 | 35 (1.38)                                                                                 | 37 (1.46)                                                                                 | 68 (2.68)                                                                                 | 82 (3.23)                                                                                 | 85 (3.35)                                                                                 | 58 (2.28)                                                                                 | 78 (3.07)                                                                                 | 66 (2.6)                                                                                  | 59 (2.32)                                                                                 | 700 (27,56)                                                                               |
| Umiditate [%]                                                                             | 89                                                                                        | 86                                                                                        | 80                                                                                        | 72                                                                                        | 69                                                                                        | 74                                                                                        | 76                                                                                        | 79                                                                                        | 82                                                                                        | 85                                                                                        | 89                                                                                        | 89                                                                                        | 81                                                                                        |
| Nr. mediu de zile ploioase                                                                | 10                                                                                        | 8                                                                                         | 9                                                                                         | 12                                                                                        | 11                                                                                        | 13                                                                                        | 13                                                                                        | 14                                                                                        | 17                                                                                        | 18                                                                                        | 16                                                                                        | 12                                                                                        | 153                                                                                       |
| Nr. mediu de zile cu ninsoare                                                             | 19                                                                                        | 18                                                                                        | 13                                                                                        | 5                                                                                         | 0.4                                                                                       | 0                                                                                         | 0                                                                                         | 0                                                                                         | 0                                                                                         | 2                                                                                         | 11                                                                                        | 18                                                                                        | 87                                                                                        |
| Ore însorite                                                                              | 29.7                                                                                      | 58.8                                                                                      | 148.4                                                                                     | 217.3                                                                                     | 306.0                                                                                     | 294.3                                                                                     | 312.1                                                                                     | 255.6                                                                                     | 162.3                                                                                     | 88.3                                                                                      | 29.1                                                                                      | 20.7                                                                                      | 1.922,7                                                                                   |
| Sursa nr. 1: Estonian Weather Service                                                     |                                                                                           |                                                                                           |                                                                                           |                                                                                           |                                                                                           |                                                                                           |                                                                                           |                                                                                           |                                                                                           |                                                                                           |                                                                                           |                                                                                           |                                                                                           |
| Sursa nr. 2: Pogodaiklimat.ru și Weather Atlas                                            |                                                                                           |                                                                                           |                                                                                           |                                                                                           |                                                                                           |                                                                                           |                                                                                           |                                                                                           |                                                                                           |                                                                                           |                                                                                           |                                                                                           |                                                                                           |

| Date climatice pentru Tartu, Tõravere (valori normale 1991–2020 și extreme 1865–prezent) | Date climatice pentru Tartu, Tõravere (valori normale 1991–2020 și extreme 1865–prezent) | Date climatice pentru Tartu, Tõravere (valori normale 1991–2020 și extreme 1865–prezent) | Date climatice pentru Tartu, Tõravere (valori normale 1991–2020 și extreme 1865–prezent) | Date climatice pentru Tartu, Tõravere (valori normale 1991–2020 și extreme 1865–prezent) | Date climatice pentru Tartu, Tõravere (valori normale 1991–2020 și extreme 1865–prezent) | Date climatice pentru Tartu, Tõravere (valori normale 1991–2020 și extreme 1865–prezent) | Date climatice pentru Tartu, Tõravere (valori normale 1991–2020 și extreme 1865–prezent) | Date climatice pentru Tartu, Tõravere (valori normale 1991–2020 și extreme 1865–prezent) | Date climatice pentru Tartu, Tõravere (valori normale 1991–2020 și extreme 1865–prezent) | Date climatice pentru Tartu, Tõravere (valori normale 1991–2020 și extreme 1865–prezent) | Date climatice pentru Tartu, Tõravere (valori normale 1991–2020 și extreme 1865–prezent) | Date climatice pentru Tartu, Tõravere (valori normale 1991–2020 și extreme 1865–prezent) | Date climatice pentru Tartu, Tõravere (valori normale 1991–2020 și extreme 1865–prezent) |
| Luna                                                                                     | Ian                                                                                      | Feb                                                                                      | Mar                                                                                      | Apr                                                                                      | Mai                                                                                      | Iun                                                                                      | Iul                                                                                      | Aug                                                                                      | Sep                                                                                      | Oct                                                                                      | Nov                                                                                      | Dec                                                                                      | Anual                                                                                    |
| ---------------------------------------------------------------------------------------- | ---------------------------------------------------------------------------------------- | ---------------------------------------------------------------------------------------- | ---------------------------------------------------------------------------------------- | ---------------------------------------------------------------------------------------- | ---------------------------------------------------------------------------------------- | ---------------------------------------------------------------------------------------- | ---------------------------------------------------------------------------------------- | ---------------------------------------------------------------------------------------- | ---------------------------------------------------------------------------------------- | ---------------------------------------------------------------------------------------- | ---------------------------------------------------------------------------------------- | ---------------------------------------------------------------------------------------- | ---------------------------------------------------------------------------------------- |
| Maxima medie °C (°F)                                                                     | −1.8 (28,8)                                                                              | −1.6 (29,1)                                                                              | 3.3 (37,9)                                                                               | 11.1 (52)                                                                                | 17.1 (62,8)                                                                              | 20.6 (69,1)                                                                              | 23.1 (73,6)                                                                              | 21.8 (71,2)                                                                              | 16.3 (61,3)                                                                              | 9.2 (48,6)                                                                               | 3.3 (37,9)                                                                               | 0.0 (32)                                                                                 | 10,2 (50,4)                                                                              |
| Media zilnică °C (°F)                                                                    | −4.1 (24,6)                                                                              | −4.4 (24,1)                                                                              | −0.5 (31,1)                                                                              | 5.9 (42,6)                                                                               | 11.5 (52,7)                                                                              | 15.5 (59,9)                                                                              | 18.0 (64,4)                                                                              | 16.7 (62,1)                                                                              | 11.8 (53,2)                                                                              | 6.0 (42,8)                                                                               | 1.2 (34,2)                                                                               | −2.1 (28,2)                                                                              | 6,3 (43,3)                                                                               |
| Minima medie °C (°F)                                                                     | −6.5 (20,3)                                                                              | −7.3 (18,9)                                                                              | −4 (25)                                                                                  | 1.2 (34,2)                                                                               | 5.8 (42,4)                                                                               | 10.3 (50,5)                                                                              | 12.9 (55,2)                                                                              | 12.0 (53,6)                                                                              | 8.0 (46,4)                                                                               | 3.3 (37,9)                                                                               | −0.8 (30,6)                                                                              | −4.2 (24,4)                                                                              | 2,6 (36,7)                                                                               |
| Minima istorică °C (°F)                                                                  | −37.5 (−35.5)                                                                            | −36 (−32.8)                                                                              | −29.6 (−21.3)                                                                            | −19.8 (−3.6)                                                                             | −7.2 (19)                                                                                | −2.2 (28)                                                                                | 1.8 (35,2)                                                                               | 1.5 (34,7)                                                                               | −6.6 (20,1)                                                                              | −13.8 (7,2)                                                                              | −22.2 (−8.0)                                                                             | −38.6 (−37.5)                                                                            | −38,6 (−37,5)                                                                            |
| Precipitații mm (inches)                                                                 | 48 (1.89)                                                                                | 39 (1.54)                                                                                | 36 (1.42)                                                                                | 35 (1.38)                                                                                | 54 (2.13)                                                                                | 88 (3.46)                                                                                | 67 (2.64)                                                                                | 79 (3.11)                                                                                | 55 (2.17)                                                                                | 68 (2.68)                                                                                | 55 (2.17)                                                                                | 51 (2.01)                                                                                | 673 (26,5)                                                                               |
| Umiditate [%]                                                                            | 88                                                                                       | 85                                                                                       | 76                                                                                       | 68                                                                                       | 65                                                                                       | 70                                                                                       | 74                                                                                       | 77                                                                                       | 82                                                                                       | 86                                                                                       | 89                                                                                       | 89                                                                                       | 79                                                                                       |
| Nr. de zile cu precipitații (≥ 1.0 mm)                                                   | 10                                                                                       | 8                                                                                        | 8                                                                                        | 8                                                                                        | 8                                                                                        | 10                                                                                       | 11                                                                                       | 11                                                                                       | 11                                                                                       | 11                                                                                       | 11                                                                                       | 11                                                                                       | 118                                                                                      |
| Ore însorite                                                                             | 33.7                                                                                     | 65.1                                                                                     | 140.3                                                                                    | 190.9                                                                                    | 266.0                                                                                    | 258.0                                                                                    | 268.7                                                                                    | 227.6                                                                                    | 152.1                                                                                    | 79.3                                                                                     | 30.0                                                                                     | 24.3                                                                                     | 1.735,9                                                                                  |
| Sursa nr. 1: Estonian Weather Service                                                    |                                                                                          |                                                                                          |                                                                                          |                                                                                          |                                                                                          |                                                                                          |                                                                                          |                                                                                          |                                                                                          |                                                                                          |                                                                                          |                                                                                          |                                                                                          |
| Sursa nr. 2: Pogodaiklimat.ru și Weather Atlas                                           |                                                                                          |                                                                                          |                                                                                          |                                                                                          |                                                                                          |                                                                                          |                                                                                          |                                                                                          |                                                                                          |                                                                                          |                                                                                          |                                                                                          |                                                                                          |

| Date climatice pentru Pärnu (valori normale 1991–2020 și extreme 1842–prezent) | Date climatice pentru Pärnu (valori normale 1991–2020 și extreme 1842–prezent) | Date climatice pentru Pärnu (valori normale 1991–2020 și extreme 1842–prezent) | Date climatice pentru Pärnu (valori normale 1991–2020 și extreme 1842–prezent) | Date climatice pentru Pärnu (valori normale 1991–2020 și extreme 1842–prezent) | Date climatice pentru Pärnu (valori normale 1991–2020 și extreme 1842–prezent) | Date climatice pentru Pärnu (valori normale 1991–2020 și extreme 1842–prezent) | Date climatice pentru Pärnu (valori normale 1991–2020 și extreme 1842–prezent) | Date climatice pentru Pärnu (valori normale 1991–2020 și extreme 1842–prezent) | Date climatice pentru Pärnu (valori normale 1991–2020 și extreme 1842–prezent) | Date climatice pentru Pärnu (valori normale 1991–2020 și extreme 1842–prezent) | Date climatice pentru Pärnu (valori normale 1991–2020 și extreme 1842–prezent) | Date climatice pentru Pärnu (valori normale 1991–2020 și extreme 1842–prezent) | Date climatice pentru Pärnu (valori normale 1991–2020 și extreme 1842–prezent) |
| Luna                                                                           | Ian                                                                            | Feb                                                                            | Mar                                                                            | Apr                                                                            | Mai                                                                            | Iun                                                                            | Iul                                                                            | Aug                                                                            | Sep                                                                            | Oct                                                                            | Nov                                                                            | Dec                                                                            | Anual                                                                          |
| ------------------------------------------------------------------------------ | ------------------------------------------------------------------------------ | ------------------------------------------------------------------------------ | ------------------------------------------------------------------------------ | ------------------------------------------------------------------------------ | ------------------------------------------------------------------------------ | ------------------------------------------------------------------------------ | ------------------------------------------------------------------------------ | ------------------------------------------------------------------------------ | ------------------------------------------------------------------------------ | ------------------------------------------------------------------------------ | ------------------------------------------------------------------------------ | ------------------------------------------------------------------------------ | ------------------------------------------------------------------------------ |
| Maxima medie °C (°F)                                                           | −0.8 (30,6)                                                                    | −1 (30)                                                                        | 3.0 (37,4)                                                                     | 10.2 (50,4)                                                                    | 16.7 (62,1)                                                                    | 20.2 (68,4)                                                                    | 23.0 (73,4)                                                                    | 21.8 (71,2)                                                                    | 16.6 (61,9)                                                                    | 9.9 (49,8)                                                                     | 4.3 (39,7)                                                                     | 1.1 (34)                                                                       | 10,4 (50,7)                                                                    |
| Media zilnică °C (°F)                                                          | −3 (26,6)                                                                      | −3.7 (25,3)                                                                    | −0.5 (31,1)                                                                    | 5.4 (41,7)                                                                     | 11.4 (52,5)                                                                    | 15.4 (59,7)                                                                    | 18.3 (64,9)                                                                    | 17.2 (63)                                                                      | 12.5 (54,5)                                                                    | 6.8 (44,2)                                                                     | 2.2 (36)                                                                       | −0.9 (30,4)                                                                    | 6,8 (44,2)                                                                     |
| Minima medie °C (°F)                                                           | −5.5 (22,1)                                                                    | −6.6 (20,1)                                                                    | −3.7 (25,3)                                                                    | 1.2 (34,2)                                                                     | 6.1 (43)                                                                       | 10.7 (51,3)                                                                    | 13.6 (56,5)                                                                    | 12.8 (55)                                                                      | 8.6 (47,5)                                                                     | 3.8 (38,8)                                                                     | 0.0 (32)                                                                       | −3.1 (26,4)                                                                    | 3,2 (37,8)                                                                     |
| Minima istorică °C (°F)                                                        | −34.8 (−30.6)                                                                  | −34.3 (−29.7)                                                                  | −28.5 (−19.3)                                                                  | −19.7 (−3.5)                                                                   | −5.3 (22,5)                                                                    | −0.1 (31,8)                                                                    | 3.4 (38,1)                                                                     | 2.6 (36,7)                                                                     | −4.7 (23,5)                                                                    | −10.9 (12,4)                                                                   | −22.2 (−8.0)                                                                   | −34.5 (−30.1)                                                                  | −34,8 (−30,6)                                                                  |
| Precipitații mm (inches)                                                       | 61 (2.4)                                                                       | 49 (1.93)                                                                      | 43 (1.69)                                                                      | 40 (1.57)                                                                      | 39 (1.54)                                                                      | 78 (3.07)                                                                      | 74 (2.91)                                                                      | 84 (3.31)                                                                      | 61 (2.4)                                                                       | 83 (3.27)                                                                      | 73 (2.87)                                                                      | 71 (2.8)                                                                       | 761 (29,96)                                                                    |
| Umiditate [%]                                                                  | 88                                                                             | 87                                                                             | 81                                                                             | 73                                                                             | 68                                                                             | 73                                                                             | 75                                                                             | 78                                                                             | 82                                                                             | 86                                                                             | 89                                                                             | 89                                                                             | 81                                                                             |
| Nr. de zile cu precipitații (≥ 1.0 mm)                                         | 12                                                                             | 9                                                                              | 10                                                                             | 8                                                                              | 7                                                                              | 9                                                                              | 10                                                                             | 10                                                                             | 11                                                                             | 12                                                                             | 14                                                                             | 14                                                                             | 125                                                                            |
| Ore însorite                                                                   | 38.8                                                                           | 69.6                                                                           | 148.2                                                                          | 210.1                                                                          | 300.3                                                                          | 293.5                                                                          | 306.4                                                                          | 258.6                                                                          | 172.8                                                                          | 95.5                                                                           | 36.5                                                                           | 24.3                                                                           | 1.950,2                                                                        |
| Sursa nr. 1: Estonian Weather Service                                          |                                                                                |                                                                                |                                                                                |                                                                                |                                                                                |                                                                                |                                                                                |                                                                                |                                                                                |                                                                                |                                                                                |                                                                                |                                                                                |
| Sursa nr. 2: Weather Atlas                                                     |                                                                                |                                                                                |                                                                                |                                                                                |                                                                                |                                                                                |                                                                                |                                                                                |                                                                                |                                                                                |                                                                                |                                                                                |                                                                                |

| Date climatice pentru Vilsandi (valori normale 1991–2020 și extreme 1865–prezent) | Date climatice pentru Vilsandi (valori normale 1991–2020 și extreme 1865–prezent) | Date climatice pentru Vilsandi (valori normale 1991–2020 și extreme 1865–prezent) | Date climatice pentru Vilsandi (valori normale 1991–2020 și extreme 1865–prezent) | Date climatice pentru Vilsandi (valori normale 1991–2020 și extreme 1865–prezent) | Date climatice pentru Vilsandi (valori normale 1991–2020 și extreme 1865–prezent) | Date climatice pentru Vilsandi (valori normale 1991–2020 și extreme 1865–prezent) | Date climatice pentru Vilsandi (valori normale 1991–2020 și extreme 1865–prezent) | Date climatice pentru Vilsandi (valori normale 1991–2020 și extreme 1865–prezent) | Date climatice pentru Vilsandi (valori normale 1991–2020 și extreme 1865–prezent) | Date climatice pentru Vilsandi (valori normale 1991–2020 și extreme 1865–prezent) | Date climatice pentru Vilsandi (valori normale 1991–2020 și extreme 1865–prezent) | Date climatice pentru Vilsandi (valori normale 1991–2020 și extreme 1865–prezent) | Date climatice pentru Vilsandi (valori normale 1991–2020 și extreme 1865–prezent) |
| Luna                                                                              | Ian                                                                               | Feb                                                                               | Mar                                                                               | Apr                                                                               | Mai                                                                               | Iun                                                                               | Iul                                                                               | Aug                                                                               | Sep                                                                               | Oct                                                                               | Nov                                                                               | Dec                                                                               | Anual                                                                             |
| --------------------------------------------------------------------------------- | --------------------------------------------------------------------------------- | --------------------------------------------------------------------------------- | --------------------------------------------------------------------------------- | --------------------------------------------------------------------------------- | --------------------------------------------------------------------------------- | --------------------------------------------------------------------------------- | --------------------------------------------------------------------------------- | --------------------------------------------------------------------------------- | --------------------------------------------------------------------------------- | --------------------------------------------------------------------------------- | --------------------------------------------------------------------------------- | --------------------------------------------------------------------------------- | --------------------------------------------------------------------------------- |
| Maxima medie °C (°F)                                                              | 1.3 (34,3)                                                                        | 0.4 (32,7)                                                                        | 2.6 (36,7)                                                                        | 7.6 (45,7)                                                                        | 12.9 (55,2)                                                                       | 17.1 (62,8)                                                                       | 20.8 (69,4)                                                                       | 20.6 (69,1)                                                                       | 16.1 (61)                                                                         | 10.5 (50,9)                                                                       | 6.0 (42,8)                                                                        | 3.3 (37,9)                                                                        | 9,9 (49,8)                                                                        |
| Media zilnică °C (°F)                                                             | −0.3 (31,5)                                                                       | −1.4 (29,5)                                                                       | 0.6 (33,1)                                                                        | 4.7 (40,5)                                                                        | 9.7 (49,5)                                                                        | 14.2 (57,6)                                                                       | 17.8 (64)                                                                         | 17.8 (64)                                                                         | 13.9 (57)                                                                         | 8.7 (47,7)                                                                        | 4.5 (40,1)                                                                        | 1.9 (35,4)                                                                        | 7,7 (45,9)                                                                        |
| Minima medie °C (°F)                                                              | −2.2 (28)                                                                         | −3.3 (26,1)                                                                       | −1.4 (29,5)                                                                       | 2.4 (36,3)                                                                        | 7.0 (44,6)                                                                        | 11.7 (53,1)                                                                       | 15.4 (59,7)                                                                       | 15.3 (59,5)                                                                       | 11.7 (53,1)                                                                       | 6.7 (44,1)                                                                        | 2.8 (37)                                                                          | 0.1 (32,2)                                                                        | 5,5 (41,9)                                                                        |
| Minima istorică °C (°F)                                                           | −31.8 (−25.2)                                                                     | −28.1 (−18.6)                                                                     | −26.2 (−15.2)                                                                     | −13.6 (7,5)                                                                       | −3.1 (26,4)                                                                       | 3.2 (37,8)                                                                        | 7.1 (44,8)                                                                        | 7.3 (45,1)                                                                        | 0.4 (32,7)                                                                        | −6.4 (20,5)                                                                       | −10.8 (12,6)                                                                      | −28.6 (−19.5)                                                                     | −31,8 (−25,2)                                                                     |
| Precipitații mm (inches)                                                          | 44 (1.73)                                                                         | 33 (1.3)                                                                          | 33 (1.3)                                                                          | 28 (1.1)                                                                          | 31 (1.22)                                                                         | 47 (1.85)                                                                         | 49 (1.93)                                                                         | 73 (2.87)                                                                         | 59 (2.32)                                                                         | 67 (2.64)                                                                         | 63 (2.48)                                                                         | 52 (2.05)                                                                         | 577 (22,72)                                                                       |
| Umiditate [%]                                                                     | 86                                                                                | 86                                                                                | 83                                                                                | 81                                                                                | 80                                                                                | 82                                                                                | 81                                                                                | 80                                                                                | 81                                                                                | 82                                                                                | 86                                                                                | 86                                                                                | 83                                                                                |
| Nr. de zile cu precipitații (≥ 1.0 mm)                                            | 11                                                                                | 8                                                                                 | 8                                                                                 | 8                                                                                 | 7                                                                                 | 7                                                                                 | 8                                                                                 | 9                                                                                 | 12                                                                                | 12                                                                                | 14                                                                                | 13                                                                                | 116                                                                               |
| Ore însorite                                                                      | 37.3                                                                              | 69.0                                                                              | 150.4                                                                             | 226.1                                                                             | 316.1                                                                             | 313.5                                                                             | 330.1                                                                             | 270.5                                                                             | 175.7                                                                             | 100.3                                                                             | 38.3                                                                              | 24.0                                                                              | 2.065,8                                                                           |
| Sursa nr. 1: Estonian Weather Service                                             |                                                                                   |                                                                                   |                                                                                   |                                                                                   |                                                                                   |                                                                                   |                                                                                   |                                                                                   |                                                                                   |                                                                                   |                                                                                   |                                                                                   |                                                                                   |
| Sursa nr. 2: Weather Atlas                                                        |                                                                                   |                                                                                   |                                                                                   |                                                                                   |                                                                                   |                                                                                   |                                                                                   |                                                                                   |                                                                                   |                                                                                   |                                                                                   |                                                                                   |                                                                                   |

## Caracteristici sezoniere

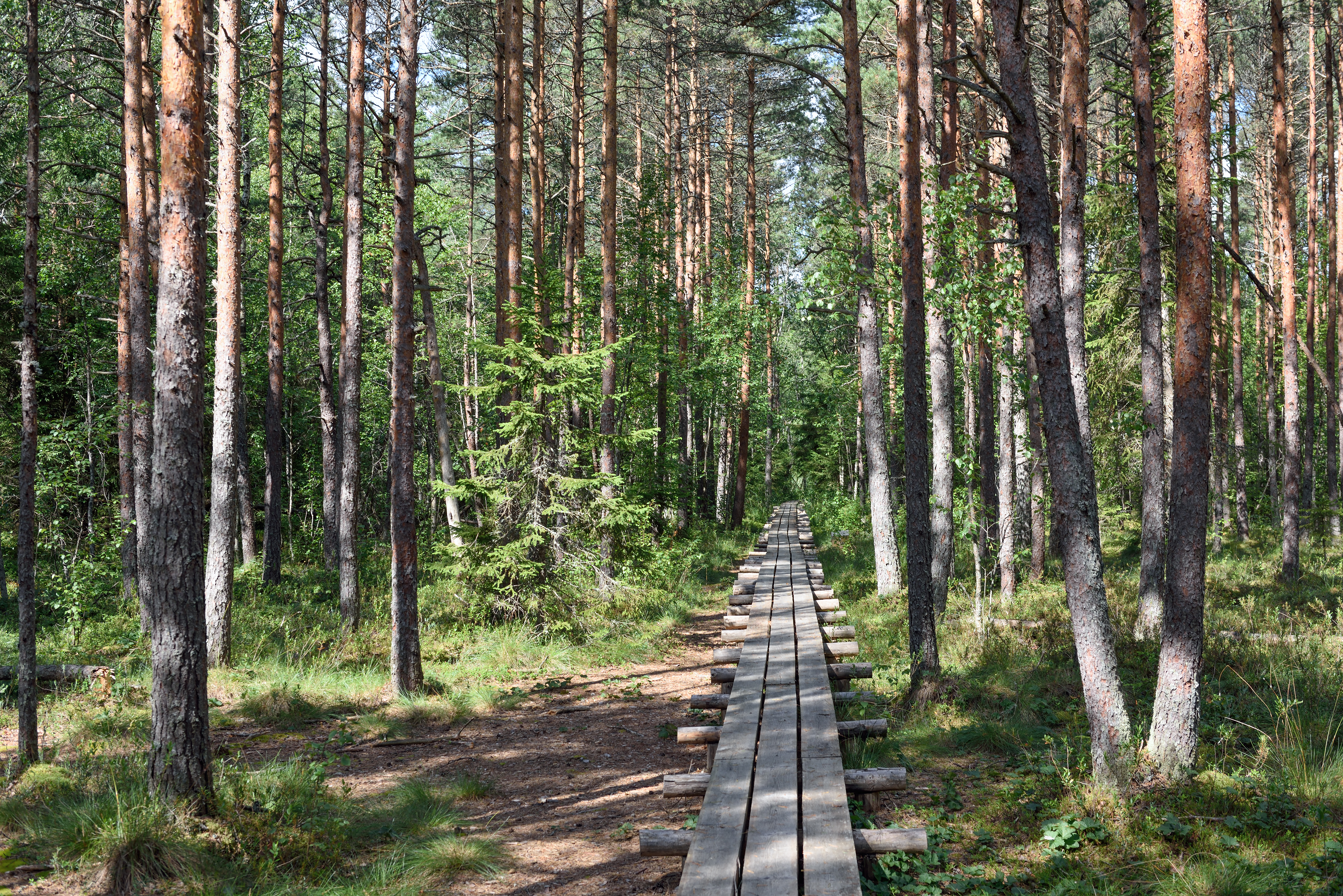
Pădure din Rezervația naturală Endla, Estonia

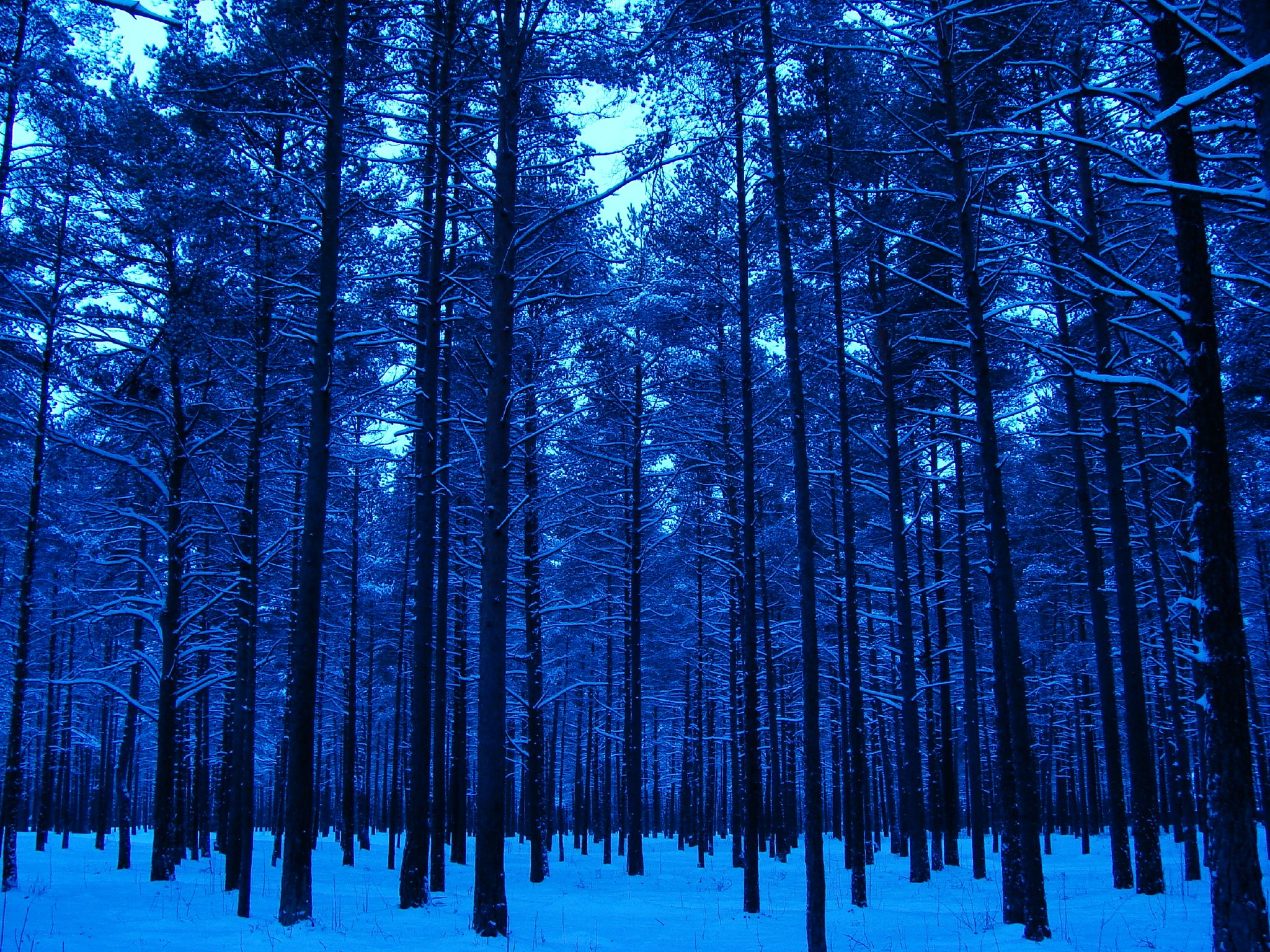
Pini tineri, iarna

### Primăvara
Primăvara este de obicei uscată și blândă. Vremea în aprilie poate fi schimbătoare, în prima jumătate a lunii pot fi uneori zile cu ninsoare, dar în același timp este posibil să apară zile în care temperatura să crească peste 20 °C. Primăvara este mai caldă în sudul Estoniei și mai răcoroasă pe coastă. Mai este cea mai caldă lună de primăvară, când se înregistrează primele perioade de căldură, iar temperaturile pot ajunge la 20-30 °C. Sezonul descărcărilor electrice începe în aprilie.

### Vara
Verile sunt blânde, mai calde în sudul și estul Estoniei, mai reci pe insulele din Arhipelagul Estonian. În unele zile, temperaturile pot ajunge până la 30-35 °C, dar de obicei se situează în jurul valorii de 20 °C. Deși cea mai caldă lună este iulie, recordul maxim de temperatură a aerului, de 35,6 °C, a fost înregistrat la 11 august 1992 în comitatul Võru. Furtunile pot deveni frecvente după-amiaza.

### Toamna
Toamna este umedă și vântoasă. Prima jumătate a lunii septembrie poate fi caldă. Numeroase cicloane dinspre sud-vest și vest provoacă ploi abundente, însoțite de furtună. Unele furtuni pot provoca inundații de coastă și vânt de peste 35 m/s (130 km/h). În lunile următoare, vremea se răcește treptat, ponderea zilelor înnorate crește. Prima ninsoare apare de obicei la sfârșitul lunii octombrie sau noiembrie. În zonele litorale, toamna este considerabil mai blândă decât în partea continentală.

### Iarna
Este mai rece în estul Estoniei și mai cald în zonele de coastă. Cele mai reci luni sunt ianuarie și februarie, când în unele nopți temperaturile pot scădea până la −35 °C. Minima record este de −43,5 °C, înregistrată la 17 ianuarie 1940 în comitatul Jõgeva. Ciclonii aduc furtuni de zăpadă. Uneori, apropierea de mare afectează țara, umiditatea atmosferică generând cantități mari de zăpadă.